# 佐々木秀義
佐々木 秀義（ささき ひでよし）は、平安時代末期の武将。源頼朝の挙兵を助けた佐々木四兄弟の父。

## 生涯
近江国蒲生郡佐々木荘を領し、秀義の母方の伯母は藤原秀衡（一説には藤原基衡）に嫁ぎ、自身は源為義の娘を娶って猶子となり、この頃の佐々木氏が有力武士であったことをうかがわせる。また宇都宮宗円の娘（下野宇津宮）を妻とする系図もある。
保元元年（1156年）に崇徳上皇と後白河天皇が争った保元の乱で、秀義は天皇方の源義朝に属して勝利した。
平治元年（1159年）の平治の乱でも義朝に属し、義朝の長男である義平に従い戦うが、義朝方は敗れ、伯母の夫（もしくは従兄）である秀衡を頼って奥州へと落ち延びる途中、相模国の渋谷重国に引き止められ、その庇護を受け娘を娶り五男の義清をもうけ、20年を渋谷荘に送った。
治承4年（1180年）に源頼朝が伊豆国で平氏打倒の兵を挙げる際、平家の家人大庭景親から頼朝討伐の密事を聞き、子の定綱を使いに出して頼朝に危急を知らせる。定綱、経高、盛綱、高綱を頼朝挙兵に従わせ、その功により本領を安堵され、佐々木荘へと戻る。
元暦元年（1184年）7月の三日平氏の乱において、五男義清と共に反乱鎮圧に赴き、平家継・平信兼らの率いる伊賀・伊勢の平家方残党と甲賀郡上野村で戦い90余人を討った後、戦死した。享年73。死後、その功により近江権守を贈られる。